# Nissan Diesel Quon

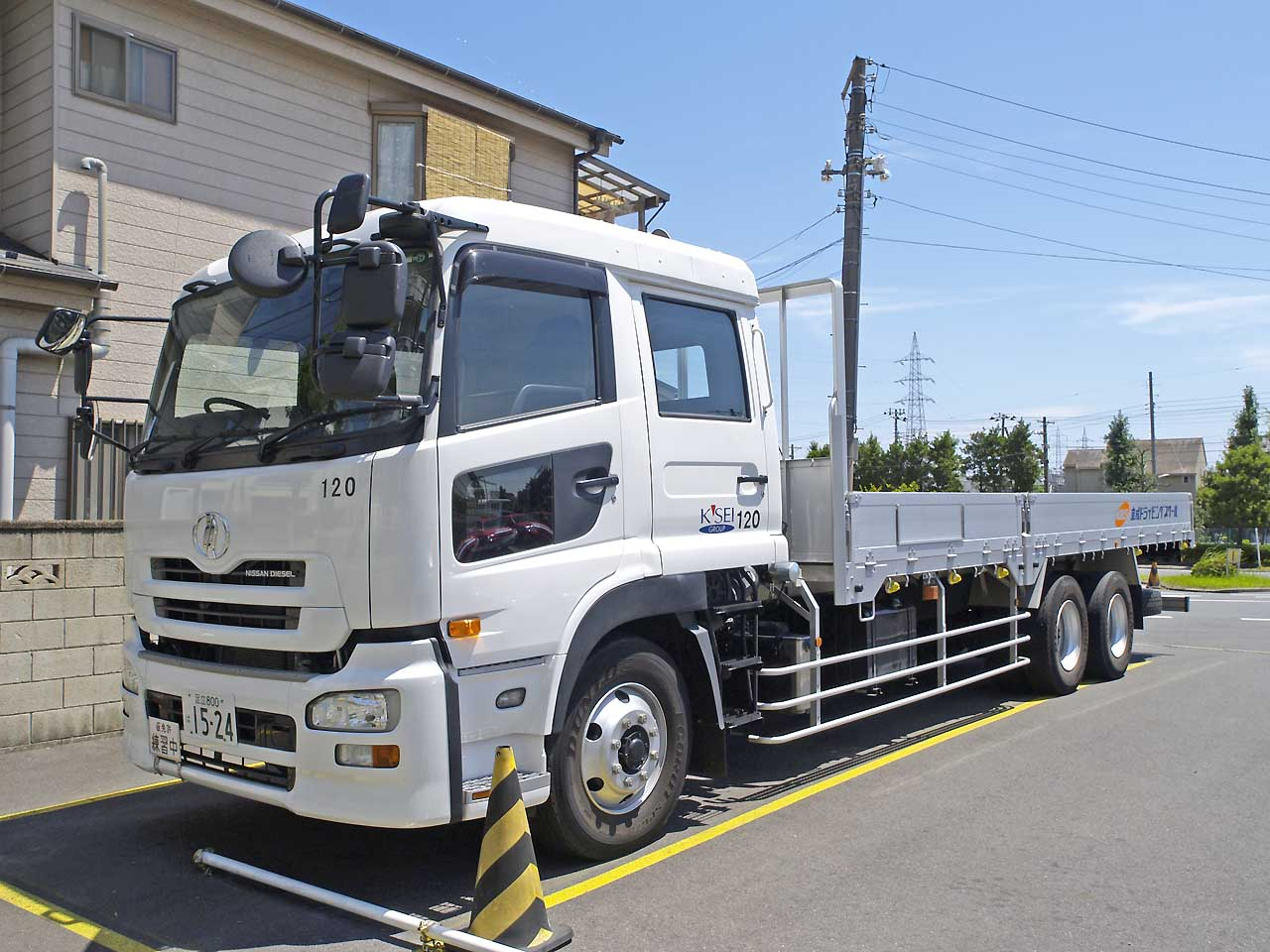
Nissan Diesel Quon

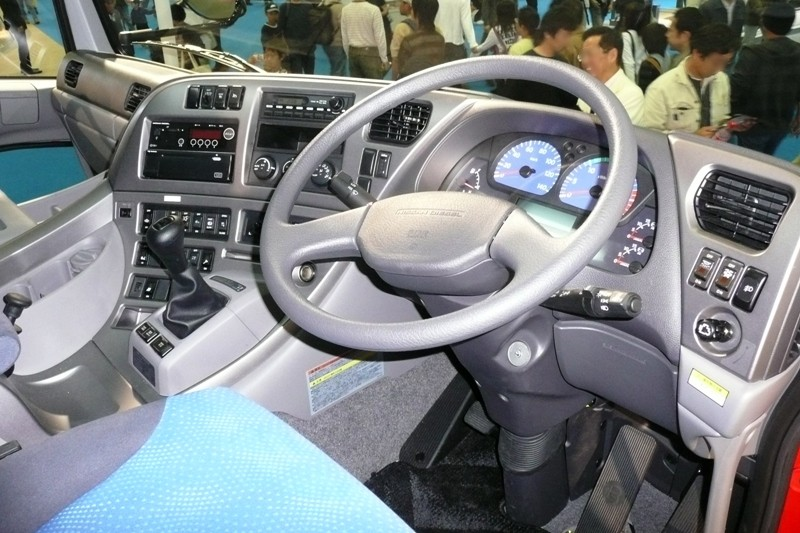
Место водителя

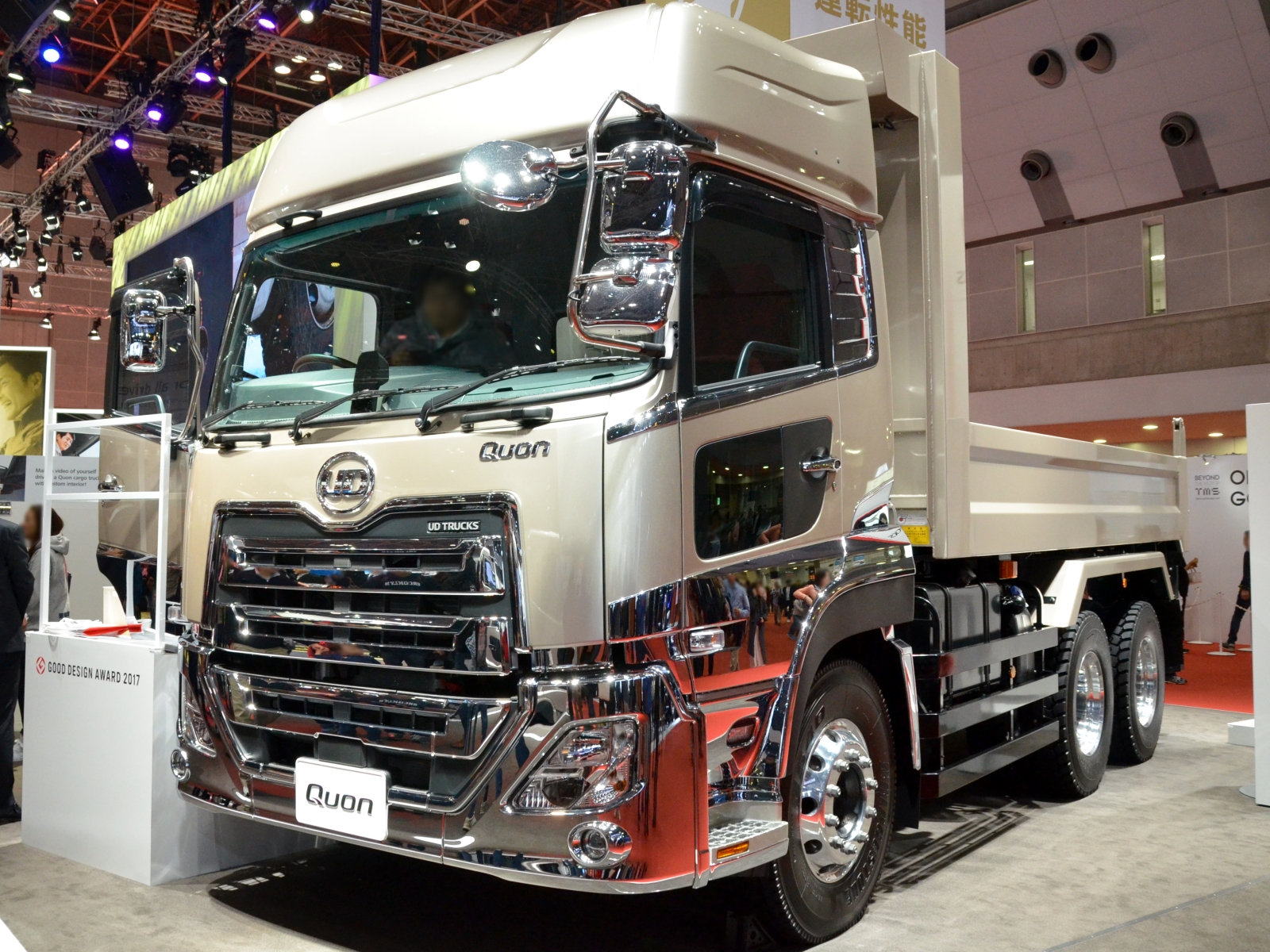
Самосвал

UD Quon (до 2010 года Nissan Diesel Quon) — крупнотоннажный грузовой автомобиль, выпускаемый японской компанией UD Trucks с 18 ноября 2004 года. Пришёл на смену семейству Nissan Diesel Big Thumb.
Основными конкурентами модели являются Mitsubishi Fuso Super Great, Isuzu Giga и Hino 700.

## Первое поколение (2004—2017)
Впервые автомобиль Nissan Diesel Quon был представлен 18 ноября 2004 года. Название Quon произошло от японского Kuon (久遠). Кроме системы SCR, автомобиль оснащён подушкой безопасности.

## Второе поколение (2017—настоящее время)
Современная версия автомобиля Nissan Diesel Quon производится с 2017 года. Автомобиль оснащается дизельными двигателями внутреннего сгорания Volvo D11 и Volvo D8.

## Модификации
- CK 4x2
- CD 6x2R
- CV 6x2F
- CW 6x4
- CX 6x4
- CG 8x4
- CF 4x4
- CZ 6x6
- GK 4x2
- GW 6x4
- CV-P 6x2
- CW-P 6x4